# دیپوگ
دیپوگ (به لاتین: Dypvåg) یک منطقهٔ مسکونی در نروژ است که در اوست اگدر واقع شده‌است. دیپوگ ۱۵ کیلومتر مربع مساحت دارد.